# Greatest Hits: The Platinum Collection
Greatest Hits: The Platinum Collection es un álbum recopilatorio del cantante y compositor Barry Manilow , lanzado en el año de 1994. Todas las canciones fueron publicadas anteriormente con la excepción de tres remezclas de canciones grabadas anteriormente realizadas en 1994. Forma parte de la lista de los 100 discos que debes tener antes del fin del mundo, publicada en 2012 por Sony Music.

## Canciones
- "Could It Be Magic" (1993 Versión) - 4:54
- "Bermuda Triangle" - 3:48
- "Hey Mambo" - 2:54
- "I Wanna Do It With You" - 3:43
- "Vamos a Hang On" - 3:09
- "Some Kind Of Friend" - 4:05
- "Copacabana (At the Copa)" (1993 Remix) - 4:06
- "I´m Your Man" (1993 Remix) - 4:47
- "Mandy" - 3:21
- "Can't Smile Without You" - 3:13
- "Tryin 'To Get The Feeling Again" - 3:53
- "I Made It Through The Rain" - 4:27
- "Read 'Em Y Llora" - 5:27
- "Somewhere In The Night" - 3:28
- "Lonely Together" - 4:23
- "Stay" (En vivo en Gran Bretaña) - 3:34
- "If I Should Love Again" - 5:32
- "I Write The Songs" - 3:56
- "One Voice" (en vivo en Gran Bretaña) - 3:05

- Datos: Q5601007